# 天主教科塔尔教区
天主教科塔爾教區 （拉丁語：Dioecesis Kottarensis）是羅馬天主教的一個教區，位於印度泰米爾納德邦南部，受馬杜賴總教區管轄。
教區成立於1930年5月26日。2014年有教友260,484名，佔轄區總人口百分之29.4。由230名司鐸名管理八十一個堂區。現任教區主教為伯多祿‧雷米吉烏斯。